# Alfonso Castaldo
Alfonso Castaldo (6 de novembro de 1890 - 3 de março de 1966) foi um cardeal italiano da Igreja Católica Romana. Ele serviu como arcebispo de Nápoles de 1958 até sua morte, e foi elevado ao cardinalato em 1958.

## Biografia
Alfonso Castaldo nasceu em Casoria de Aniello Castaldo (cerca de 1897) e Marianna Crispino. O terceiro de cinco filhos, ele foi batizado em sua casa quatro dias depois, em 10 de novembro, por seu tio paterno, que era um cônego com o mesmo nome, com a permissão da cúria de Nápoles. Castaldo, influenciado por monsenhor Francesco Morano e pelo padre Luigi Maglione , decidiu seguir carreira na Igreja e freqüentou os seminários em Cerreto Sannita , Pozzuoli e Nápoles. Ele também estudou filosofia e letras na Universidade de Nápoles.
Ordenado um sacerdote pelo Bispo Angelo Jannacchino em 8 de junho de 1913, Castaldo serviu como um capelão para o exército italiano (1915-1918), e um reitor em Casoria (1918-1934). Em 27 de março de 1934, foi nomeado bispo de Pozzuoli pelo Papa Pio XI. Castaldo recebeu sua consagração episcopal no dia 30 de junho do cardeal Alessio Ascalesi , com os bispos Salvatore del Bene e Salvatore Meo servindo como co-consagradores.
O Papa Pio XII nomeou-o Arcebispo-coadjutor de Nápoles, Arcebispo Titular de Tessalônica, e Administrador Apostólico de Pozzuoli em 14 de janeiro de 1950. Castaldo tornou-se Arcebispo de Nápoles em 7 de fevereiro de 1958 e foi criado Cardeal-presbítero de São Calisto  pelo Papa João XXIII no consistório de 15 de dezembro do mesmo ano. No dia 5 de agosto seguinte, ele foi nomeado bispo ad personam de Pozzuoli.
O cardeal participou do Concílio Vaticano II de 1962 a 1965 e foi um dos eleitores que participaram do Conclave de 1963, que selecionou o Papa Paulo VI. Ele era altamente reverenciado pelo povo de Nápoles e estava muito envolvido em atividades de bem-estar, caridade e educação. 
Castaldo morreu em sua residência arquiepiscopal em Nápoles aos 75 anos. Ele está enterrado na Capela Succorpo na Catedral de Nápoles.

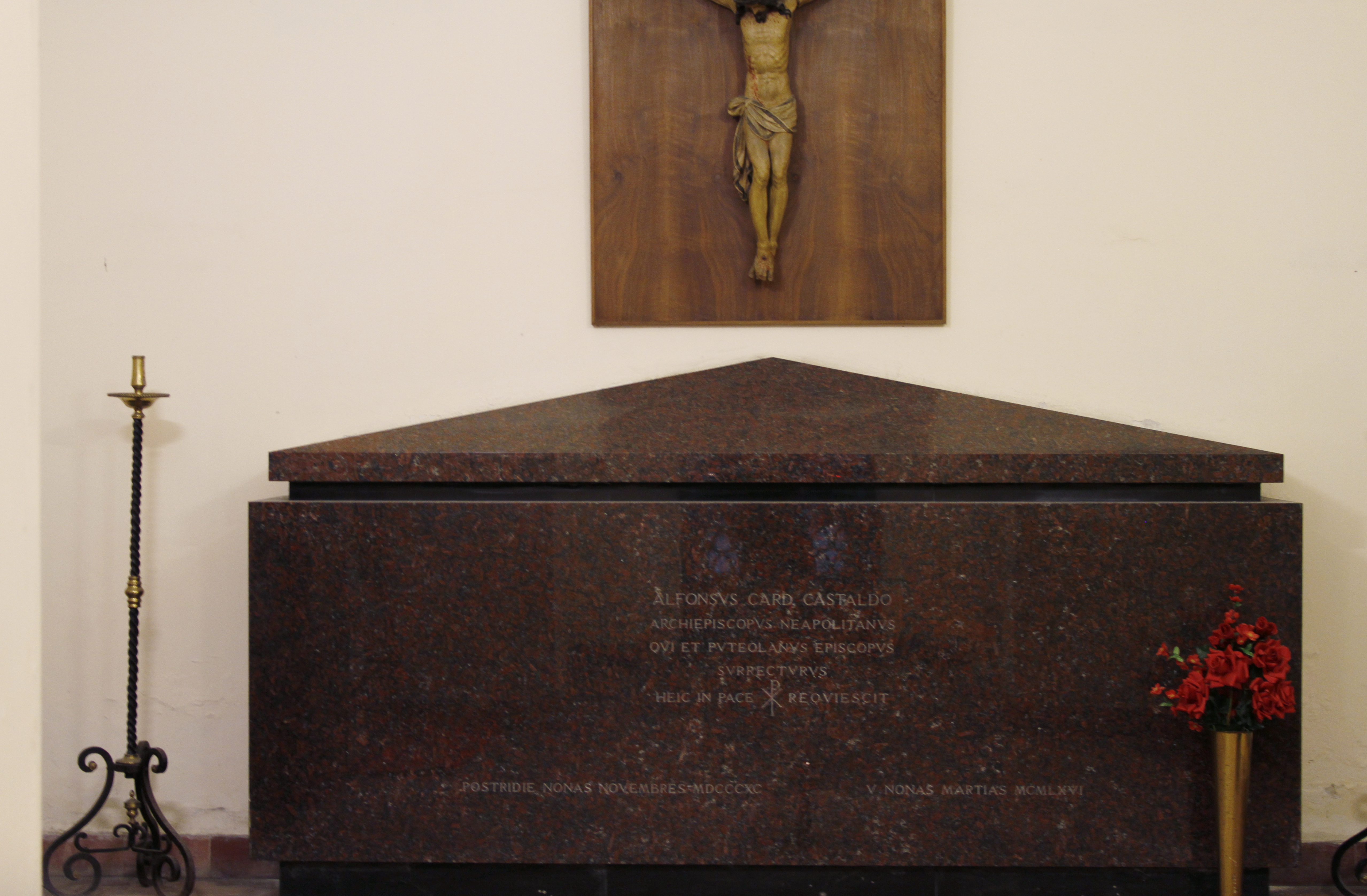
Tomb of Alfonso Castaldo in the Cathedral of Naples.